# Dóra Győrffyová
Dóra Győrffyová (* 23. února 1978, Budapešť) je bývalá maďarská atletka, reprezentantka ve skoku do výšky. Jejím největším úspěchem je stříbrná medaile z halového mistrovství Evropy 2002, kde získala stříbro společně se Švédkou Kajsou Bergqvistovou.
Byla úspěšná coby juniorka. Má stříbrnou medaili z evropského olympijského festivalu mládeže z roku 1995 a stříbro z juniorského mistrovství světa 1996. O rok později skončila pátá na mistrovství Evropy juniorů v Lublani a v roce 1999 se umístila na pátém místě na evropském šampionátu do 23 let. Na letních olympijských hrách v Sydney 2000 neprošla z kvalifikace do finále. V roce 2003 vybojovala zlatou medaili na letní univerziádě v jihokorejském Tegu.
Byla studentkou na Harvardově univerzitě v Cambridge.

## Osobní rekordy
- hala – 197 cm – 27. února 2000, Hannover
- venku – 200 cm – 26. července 2001, Nyíregyháza (NR)